# 177
177（一百七十七）是176與178之間的自然數。

## 在數學中
- 合數，正因數有1、3、59和177。
質因數分解為{\displaystyle 3\times 59}。
- 虧數，真因數和為63，虧度為114。
- 不尋常數，大於平方根的質因數為59。
- 第57個半質數。前一個為169、下一個為178。
- 無平方數因數的數。
- 第82個十进制的等數位數。前一個為175、下一個為178。
- 第8個萊蘭數，177 = 27 + 72。
- 烏拉姆數列的第37項。
- 60邊形數。
- 正一百二十邊形的內角恰為177度。
- 第11個布盧姆數，因為是二個高斯質數（3及59）的乘積。
- 其二進制為10110001，0和1的個數一樣多。
- 是用陳素數所組成3階幻方的幻方常數。
- 是用素數所組成3階幻方中的幻方常數中的最小值，對應的幻方如下：

{\displaystyle {\begin{bmatrix}17&89&71\\113&59&5\\47&29&101\end{bmatrix}}.}

## 在其它领域中
- 日本：日本法律第177條是強姦罪。1986年，dB-SOFT（日语：デービーソフト）發售以「177（日语：177 (ゲーム)）」為標題、強姦為主題的十八禁遊戲，曾於日本國會引起議論。另外177亦是日本的天氣預報熱線電話。
- He 177轟炸機